# 茂比镇区
茂比镇区，是缅甸仰光省茂比县下辖的一个镇区。

## 历史沿革
2022年4月30日，茂比镇区划归茂比县管辖。